# Capella de la Mare de Déu de la Gràcia (Tossa de Mar)
La Capella de la Mare de Déu de la Gràcia és una capella del municipi de Tossa de Mar (Selva) inclosa en l'Inventari del Patrimoni Arquitectònic de Catalunya.

## Descripció
És una edificació enrunada de planta rectangular de la qual resten bàsicament els fonaments i tres metres d'alçada del sector nord-oriental. Existeixen almenys dues fases arquitectòniques diferenciades: un aparell de pedres i fragments de rajoles o teules lligades amb morter de calç i un altre més tosc fet de pedres amb fang. El material de construcció és la pedra, petita i irregular, lleugerament arrebossada en l'exterior.
Tenia un absis semicircular, orientat a llevant, i una nau única dotada d'un pòrtic o una habitació adossada a ponent. La unió entre l'absis i la nau és seguida i hi ha traces que permeten pensar que la coberta de l'absis fou amb una volta de quart de cercle. Si que hi ha separació entre l'entrada original de la capella i el pòrtic o habitació de ponent. Al llindar es conserva una gran pedra rectangular i l'inici dels brancals de la porta original.
Pel que fa a aquesta construcció posterior situada a ponent, cal dir que tenia coberta de doble vessant a laterals i estava construïda de pedra i rajola. La nau possiblement estigué coberta amb una estructura de fusta, ja que no hi ha restes de volta. Entre les restes destacaríem les traces d'arrebossat interior, el banc interior a la banda nord, restes de l'enllosat enrajolat del terra, també en aquest sector. Prop del començament de la nau, des de l'absis, hi ha una fornícula quadrada.

## Història
Es tracta d'una església rural o ermita que ha estat datada del primer terç del segle xvii. Existeix una llicència de pescar a favor de la capella de la Mare de Déu de la Gràcia, construïda al camí que va de Sant Grau a Tossa, de 1621.
El 1994 es va netejar l'entorn de la capella i es va trobar una pedra picada, de forma de paral·lelepípede (45x20x25cm) amb la data de 1607 gravada. Actualment aquesta pedra es pot observar a la Casa de Cultura de Tossa, antic Hospital de Sant Miquel de Tossa. Sembla que existien altres pedres de la capella amb inscripcions, amb dates (1617) i noms (Vicenç Pejoan). També existeixen visites pastorals del segle xviii que s'hi refereixen, ja que els visitadors, per anar a Sant Grau, passaven per aquí.
Segons l'historiador i erudit local de Tossa Màrius Zucchitello, la capella, en lloc de ser construïda a principis del xvii, fou reformada al segle xvii i seria l'antiga església de Sant Lionç, documentada als segles x i xi. Per tant, per aquest historiador, l'origen d'aquesta ermita, és a dir, la part constructiva més antiga, seria romànic, del segle xi. Zucchitello també apunta la hipòtesi que aquesta enigmàtica església de Sant Llionç no sigui a l'actual Sant Grau d'Ardenya.
Més endavant, la capella va ser derruïda durant la Guerra del Francès, entre 1808 i 1809, juntament amb els atacs que rebé el santuari de Sant Grau de Tossa. En aquest moment s'haurien portat les imatges, com les del santuari de Sant Grau, a l'església, més protegida, de Sant Vicenç de Tossa. Des de llavors, la capella ha sofert les inclemències del temps i l'oblit dels tossencs, cosa que facilita que les poques parets que en queden estiguin plenes de vegetació. Actualment li cal urgentment una altra neteja i alguna campanya arqueològica EU consolidi les restes i ampliï la documentació sobre els orígens de la capella.
Antigament a Tossa se celebraven almenys 4 aplecs en ermites pròximes a la vila (Sant Benet d'es mas d'en Ferro, Sant Grau d'Ardenya, Sant Baldiri de Canyet i la Mare de Déu de Gràcia o de Can Payet). Els dies d'aplec servien a les famílies i amics separats per la distància per retrobar-se i participar en actes folklòrics i religiosos. D'aquests 4 grans aplecs només se'n continuen produint dos, el de Sant Benet i el de Sant Grau, a l'estiu i a la tardor respectivament.